# 소친안
소친안(말레이어: Soh Chin Ann, 중국어 정체자: 蘇進安, 간체자: 苏进安, 병음: Sū Jìn'ān 쑤진안[*], 한자음: 소진안, 1950년 7월 28일~)은 말레이시아의 은퇴한 축구 선수이다. 현역 시절 포지션은 수비수로 쿠웨이트의 바데르 알무타와가 196경기로 갱신하기 전까지 역대 국제 A매치 최다 출전 기록 보유자였다.

## 클럽 경력
1969년 고향팀인 믈라카 FA에서 데뷔한 후 1971년 슬랑오르 FA로 이적하여 1978년까지 팀의 핵심 수비수로 활약하며 말레이시아컵 6회 우승(1971, 1972, 1973, 1975, 1976, 1978)의 중추적인 역할을 수행했다.
그리고 1979년 친정팀인 믈라카로 복귀하여 1985년까지 역시 팀의 핵심 수비수로 활약하며 1983년 말레이시아 리그 우승에 기여했고 3년 후인 1988년 믈라카로 다시 현역 복귀하여 1시즌동안 소화한 뒤 19년간의 프로 생활을 마무리했다.

## 국가대표팀 경력
1969년 말레이시아 대표팀에 첫 발탁된 뒤 그 해 열린 킹스컵 대회에서 태국과의 경기를 통해 국제 A매치 데뷔 경기를 치렀고 이 대회 내내 주전 수비수로 풀타임을 소화했다.
이후 1971년 5월 22일 브루나이와의 1972년 AFC 아시안컵 예선 중부지역 그룹 결정전에서 국제 A매치 데뷔골을 신고하며 팀의 8-0 대승과 함께 중부지역 3위에 이바지했다.
그 뒤 1984년까지 통산 195경기를 소화하며 역대 남자 축구 선수 중 국제 A매치 최다 출전 기록을 보유하고 있는데 그동안 말레이시아 국가대표팀의 일원으로 1974년 아시안 게임 동메달, 1977년 동남아시아 경기 대회와 1979년 동남아시아 경기 대회 금메달, 1971년 동남아시아 경기 대회와 1975년 동남아시아 경기 대회, 1981년 동남아시아 경기 대회 은메달, 1983년 동남아시아 경기 대회 동메달, 메르데카 국제축구대회 4회 우승(1973, 1974, 1976, 1979) 및 2회 준우승(1972, 1975), 킹스컵 2회 우승(1972, 1978) 및 1회 준우승(1973), 1970년 자카르타 창립 기념대회 우승 등에 공헌했다.
아울러 1980년 AFC 아시안컵 본선에 출전하여 팀은 비록 1승 2무 1패·B조 3위로 조별리그에서 탈락했지만 아랍에미리트와의 조별리그 3차전에서 말레이시아 축구 역사상 아시안컵 첫 승에 기여하며 대회 올스타에 선정되는 영예를 안았고 이에 앞서 서독 뮌헨에서 열린 1972년 하계 올림픽에 참가하여 미국과의 A조 조별리그 2차전에서 말레이시아 축구 역사상 올림픽 첫 승에 이바지하며 말레이시아 축구의 전설로 칭송받았다.

## 수상

### 클럽
슬랑오르 FC
- 말레이시아컵 : 우승 (1971, 1972, 1973, 1975, 1976, 1978)

믈라카 유나이티드
- 말레이시아 리그 : 우승 (1983)

### 국가대표팀
말레이시아
- 아시안 게임 : 동메달 (1974)
- 동남아시아 경기 대회 : 금메달 (1977, 1979), 은메달 (1971, 1975, 1981), 동메달 (1983)
- 메르데카 국제축구대회 : 우승 (1973, 1974, 1976, 1979), 준우승 (1972, 1975), 3위 (1977)
- 킹스컵 : 우승 (1972, 1978), 준우승 (1973)
- 자카르타 창립 기념대회 : 우승 (1970)

### 개인
- AFC 아시안컵 올스타팀 : 1980
- 아시아 축구 연맹 센추리클럽 : 1999
- 아시아 축구 명예의 전당 : 2014

## 같이 보기
- A매치 100경기 이상 출전한 축구 선수 명단